# Osteolepis
Osteolepis (від грец. ὀστέον ostéon «кістка» та грец. λεπίς lepis «луска») — вимерлий рід лопастеперих риб девонського періоду. Він мешкав в озері Оркаді на півночі Шотландії.

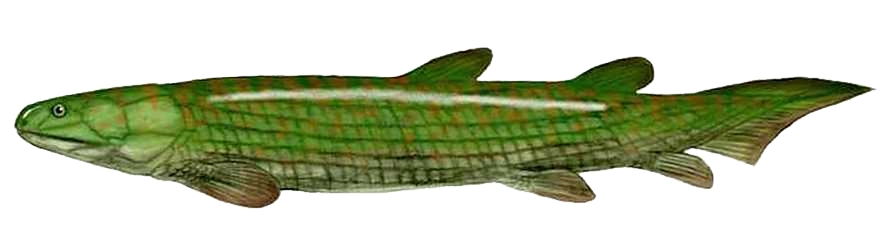
Художня реставрація

Osteolepis мав довжину близько 20 сантиметрів і був покритий великими квадратними лусочками. Луска і пластини на його голові були вкриті тонким шаром губчастого кісткового матеріалу, який називається косміном. Цей шар містив канали, які були з’єднані з сенсорними клітинами глибше в шкірі. Ці канали закінчувалися порами на поверхні і, ймовірно, служили для визначення вібрацій у воді.
Osteolepis мав кілька рис спільних з тетраподами (хребетними, що живуть на суші та їхніми нащадками), і, ймовірно, був близький до основи родинного дерева тетрапод.